# Annona annonoides
Annona annonoides este o specie de plante angiosperme din genul Annona, familia Annonaceae. A fost descrisă pentru prima dată de Robert Elias Fries, și a primit numele actual de la Paulus Johannes Maria Maas och Lübbert Ybele Theodoor Westra. Conform Catalogue of Life specia Annona annonoides nu are subspecii cunoscute.